# جامار سميث
جامار سميث (بالإنجليزية: Jamar Smith)‏ مواليد 7 أبريل 1987 في بيوريا، هو لاعب كرة سلة محترف أمريكي بدأ مسيرته الاحترافية في سنة 2010 ويحمل الرقم 15. يبلغ طوله 6 قدم 3 بوصة (1.9 م).

## فرق لعب لها
- بروس باسكتس
- ليموج سي إس بي
- بالونكيستو مالقا

## روابط خارجية
- جامار سميث على موقع الدوري الأوروبي لكرة السلة (الإنجليزية)
- جامار سميث على موقع الدوري الإسباني لكرة السلة (الإسبانية)
- جامار سميث على موقع كرة السلة الأوروبية.كوم (الإنجليزية)
- جامار سميث على موقع كلية كرة السلة في سبورتس رفرنس.كوم (الإنجليزية)
- جامار سميث على موقع ريلجم (الإنجليزية)
- جامار سميث على موقع بروبوليرز (الإنجليزية)
- جامار سميث على موقع سبورتس رفرنس (الإنجليزية)
- جامار سميث على موقع سبورتس رفرنس (الإنجليزية)